# Ira Einhorn
Ira Samuel Einhorn (Filadelfia, 15 de mayo de 1940-Somerset, 3 de abril de 2020),  conocido como «The Unicorn Killer» («El unicornio asesino») fue un estadounidense, asesino convicto y defensor del medio ambiente. 
Einhorn fue declarado culpable de asesinar a su exnovia, Holly Maddux. El 9 de septiembre de 1977, Maddux desapareció luego de un viaje para recoger sus pertenencias del departamento que ella y Einhorn habían compartido en Filadelfia, Pensilvania. Dieciocho meses después, la policía encontró su cuerpo parcialmente momificado en un baúl en el armario de Einhorn.
Después de su arresto, Einhorn huyó del país y pasó veintitrés años en Europa antes de ser extraditado a los Estados Unidos. Asumió su propia defensa, alegando que su exnovia había sido asesinada por agentes de la CIA que lo acusaron del crimen porque sabía demasiado sobre la investigación militar paranormal de la agencia. Fue declarado culpable y cumplió cadena perpetua hasta su muerte en prisión en abril de 2020.
Su apodo, «The unicorn» («el unicornio»), proviene de su apellido Einhorn, que significa «unicornio» en alemán.

## Primeros años y activismo
Ira Einhorn nació en una familia judía de clase media. Como estudiante en la Universidad de Pensilvania, se hizo activo en grupos ecológicos y formó parte de movimientos contracultura, antisistema y antiguerra de los años sesenta y setenta. Einhorn participó en el primer evento del Día de la Tierra en Filadelfia en 1970, y más tarde afirmó haber sido instrumental en la creación y lanzamiento del evento, pero otros organizadores del evento disputan su versión.
Einhorn fue miembro del Instituto de Política de Harvard, en la Universidad de Harvard.

## Asesinato de Holly Maddux
Einhorn tuvo una relación de cinco años con Holly Maddux, graduada de Bryn Mawr College que era originaria de Tyler, Texas. En 1977, Maddux rompió con Einhorn y se fue a la ciudad de Nueva York, donde se involucró con Saul Lapidus. El 9 de septiembre de 1977, Maddux regresó al departamento de Filadelfia que previamente había compartido con Einhorn para recoger sus pertenencias (que Einhorn habría amenazado con tirar a la calle como basura) y nunca más fue vuelta a ver. Varias semanas después, la policía de Filadelfia interrogó a Einhorn sobre su desaparición. Afirmó que Maddux había salido a la cooperativa del vecindario para comprar tofu y semillas germinadas, y nunca regresó.
La coartada inicial de Einhorn se puso en duda cuando sus vecinos comenzaron a quejarse de un olor desagradable proveniente de su departamento, lo que a su vez despertó la sospecha de las autoridades. Dieciocho meses después, el 28 de marzo de 1979, la policía encontró el cadáver en descomposición muy avanzada de Maddux en un baúl almacenado en el armario de Einhorn. Después de encontrar el cuerpo, un oficial de policía le dijo a Einhorn: «Parece que encontramos a Holly», a lo que él respondió: «Encontraron lo que encontraron». La fianza de Einhorn se redujo a 40 mil dólares a pedido de su abogado Arlen Specter. Fue liberado de la custodia antes de su juicio al pagar el 10% del valor de la fianza, o sea 4 mil dólares. Esta cantidad fue pagada por la socialité Phyllis Lambert, una de las muchas personas que Einhorn había convencido de apoyarlo financieramente.
En 1981, pocos días antes de que comenzara su juicio por asesinato, Einhorn violó la fianza y huyó a Europa. Vivió allí durante los siguientes diecisiete años y se casó con una mujer sueca llamada Annika Flodin. En Pensilvania, como Einhorn ya había sido procesado, el estado lo condenó in absentia por el asesinato de Maddux en 1996. Einhorn fue sentenciado a cadena perpetua sin posibilidad de libertad condicional.

## Extradición
Durante el vuelo fugitivo de Ira Einhorn fue apoyado por la acaudalada familia canadiense Bronfman, herederos de la fortuna del whisky. Otros, amigos de los Bronfman, se unieron a ellos para apoyar a Einhorn, indiferentes o dudosos del asesinato de su exnovia Holly.
En 1997, Einhorn fue arrestado en Champagne-Mouton, Francia, donde había estado viviendo bajo el nombre de «Eugène Mallon». El proceso de extradición, sin embargo, demostró ser más complejo de lo inicialmente previsto. Según el tratado de extradición entre Francia y los Estados Unidos, cualquier país puede rechazar la extradición bajo ciertas circunstancias, y Einhorn utilizó múltiples vías para evitar la extradición.
Aunque Einhorn no fue sentenciado a la pena de muerte, sus abogados defensores argumentaron que enfrentaría la pena de muerte si regresaba a los Estados Unidos. Francia, como muchos países que han abolido la pena de muerte, no extradita a los acusados a las jurisdicciones que retienen la pena de muerte sin garantizar que no se buscará ni se aplicará. Las autoridades de Pensilvania señalaron que cuando ocurrió el asesinato, el estado no practicó la pena de muerte, por lo que Einhorn no pudo ser ejecutado porque las constituciones estatales y federales prohíben la retroactividad. La siguiente estrategia de Einhorn implicó la ley francesa y el Tribunal Europeo de Derechos Humanos, que requieren un nuevo juicio cuando el acusado fue juzgado in absentia incapaz de presentar su defensa. Sobre esta base, el tribunal de apelaciones de Burdeos rechazó la solicitud de extradición.
Tras la decisión del tribunal, treinta y cinco miembros del Congreso enviaron una carta al presidente francés Jacques Chirac para solicitar la extradición de Einhorn. Sin embargo, según la doctrina francesa de la separación de poderes, que se invocó en este caso, el presidente no puede dar órdenes a los tribunales y no interviene en asuntos de extradición. Por lo tanto, en 1998, para asegurar la extradición de Einhorn, la legislatura de Pensilvania aprobó un proyecto de ley, apodado la «Ley de Einhorn», que permite a los acusados condenados in absentia para solicitar otro juicio. En otra táctica de demora, los abogados de Einhorn criticaron el proyecto de ley como inconstitucional e intentaron que los tribunales franceses volvieran a negar la extradición con el argumento de que la ley no sería aplicable. Sin embargo, el tribunal francés se declaró incapaz de evaluar la constitucionalidad de las leyes extranjeras. Otro punto de fricción con los Estados Unidos fue que el tribunal liberó a Einhorn bajo supervisión policial, ya que las leyes francesas imponen restricciones a la prisión preventiva, el encarcelamiento de sospechosos en espera de juicio. Einhorn se convirtió en el foco de una intensa vigilancia por parte de la policía francesa.
El asunto fue presentado ante el primer ministro Lionel Jospin. Las extradiciones, después de haber sido aprobadas por los tribunales, deben ser ordenadas por el ejecutivo. El Partido Verde francés declaró que Einhorn no debería ser extraditado hasta que las cuestiones relativas a su caso se resolvieran por completo. Jospin rechazó las reclamaciones y emitió un decreto de extradición. Einhorn luego litigó contra el decreto ante el Consejo de Estado, que falló en su contra; nuevamente, el Consejo se negó a revisar la constitucionalidad del derecho extranjero. Luego intentó cortarse la garganta para evitar el encarcelamiento, y finalmente litigó su caso ante el Tribunal Europeo de Derechos Humanos, que también falló en su contra. El 20 de julio de 2001, Einhorn fue extraditado finalmente a los Estados Unidos.

## Juicio y pena
Tomando el puesto de su propia defensa, Einhorn afirmó que Maddux fue asesinada por agentes de la CIA que intentaron incriminarlo debido a sus «investigaciones» sobre la Guerra Fría y los «psicotrónicos». Después de dos horas de deliberación, el jurado condenó a Einhorn el 17 de octubre de 2002, concluyendo el juicio de un mes. Al día siguiente, fue sentenciado a una cadena perpetua obligatoria sin posibilidad de libertad condicional. Einhorn comenzó a cumplir su condena en la Institución Correccional Houtzdale. En abril de 2016, fue transferido a la Institución Correccional Laurel Highlands, una prisión de seguridad mínima que brinda atención a los reclusos con necesidades de salud.

## Muerte
Falleció de causas naturales a los setenta y nueve años el viernes 3 de abril en la Institución Correccional Laurel Higlands, en el condado de Somerset, Pensilvania. La noticia fue confirmada por la dirección de la prisión.